# Cratere Drude
Drude è un cratere lunare di 27,13 km situato nella parte sud-orientale della faccia nascosta della Luna.
Il cratere è dedicato al fisico tedesco Paul Drude.

## Crateri correlati
Il cratere Drude S è stato ridenominato dall'Unione Astronomica Internazionale Heyrovsky nel 1985.